# Fenster der Seeleute (Cherrueix)

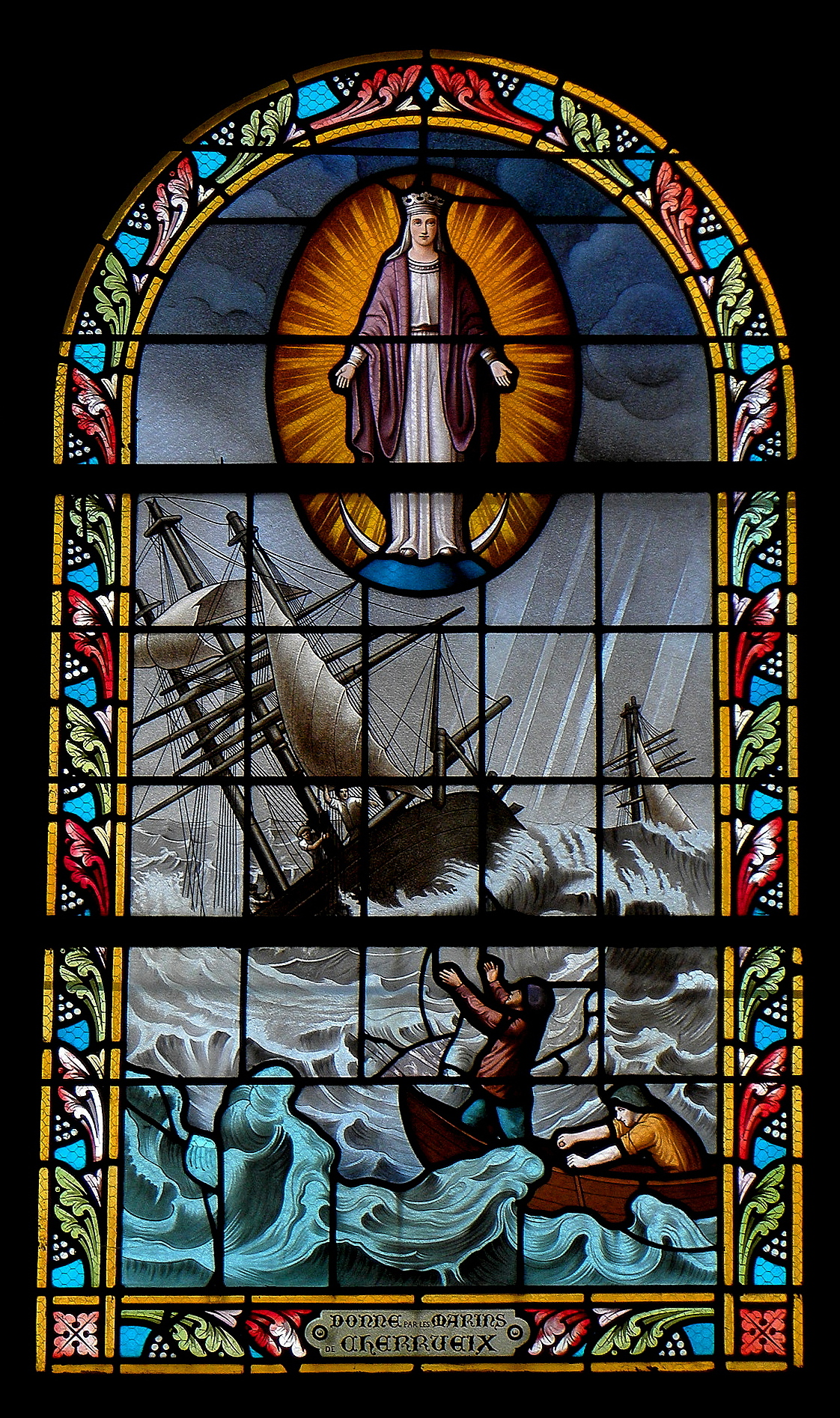
Fenster der Seeleute in Cherrueix

Das Fenster der Seeleute in der katholischen Kirche Notre-Dame in Cherrueix, einer französischen Gemeinde im Département Ille-et-Vilaine in der Region Bretagne, wurde im 19. Jahrhundert geschaffen. Das Bleiglasfenster wurde 1979 als Monument historique in die Liste der geschützten Objekte (Base Palissy) in Frankreich aufgenommen.
Das Fenster Nr. 4 wurde von den Seeleuten in Cherrueix gestiftet, wie die Inschrift ganz unten berichtet. Es stammt aus einer unbekannten Werkstatt. Es stellt ein kleines und zwei große Schiffe während eines Sturms dar. Einer der zwei Männer auf dem kleinen Ruderboot fleht Maria um Hilfe in der Not an. Maria ist oben als Madonna im Strahlenkranz mit Krone zu sehen. 
Ein weiteres Fenster in der Kirche, das Fenster der Arbeiter, wurde von den Arbeitern des Ortes gestiftet.